# Texas Guinan
Mary Louise Cecilia Texas Guinan (Waco, Estados Unidos, 12 de enero de 1884-Vancouver, Canadá, 5 de noviembre de 1933) fue una vedette, actriz y empresaria estadounidense. Después de convertirse en una estrella de los escenarios neoyorquinos, su participación en una estafa de pérdida de peso falsa la motivó a cambiar al negocio del cine. Pasó varios años en California apareciendo en numerosas producciones y finalmente fundó su propia compañía cinematográfica.
Es especialmente recordada por los clubes clandestinos que dirigió en Nueva York durante la Ley Seca, que servían a ricos y famosos así como a aspirantes a estrellas.

## Infancia y adolescencia
Guinan fue una de los cinco hijos nacidos en Waco, Texas, de padres inmigrantes de Irlanda y Canadá, llamados Michael y Bessie (de soltera, Duffy) Guinan. Se habían conocido y casado en Colorado, donde regentaban un negocio mayorista de comestibles. Al mudarse a Texas, dirigieron un rancho. Asistió a la escuela parroquial en el convento de Loretta en Waco y cuando tenía 16 años, su familia regresó a Denver, Colorado, donde participó en obras de teatro aficionado y tocando el órgano en la iglesia. Guinan se casó con John Moynahan, un caricaturista del periódico Rocky Mountain News, el 2 de diciembre de 1904. Moynahan se la llevó a Chicago, donde ella estudió música antes de divorciarse de él y comenzar su carrera como cantante profesional. Viajó por el circuito de vodevil regional con cierto éxito, pero la faceta de cantante era menos apreciada que su entretenida actuación en un espectáculo ambulante del "Salvaje Oeste", ayudada por sus habilidades de equitación y puntería aprendidas durante el trabajo en el rancho familiar y su asistencia a una galería de tiro local.

## Carrera como actriz
En 1906 se mudó a Nueva York, donde adoptó el nombre artístico de Texas Guinan y encontró trabajo como corista antes de labrarse una carrera por sí misma en el vodevil nacional y neoyorquino, también en alguna obra de teatro serio y en revistas musicales.
El crítico teatral y editor de la revista Photoplay Julian Johnson, su compañero sentimental durante una década, la ayudó en la creación de su personalidad pública. Muchos creyeron erróneamente que estaban casados, y sus obituarios de 1933 lo mencionan como su segundo marido. Ahora se sabe que Moynahan fue su único esposo.  Guinan aseguró que Texas era su nombre de nacimiento y que su padre fue "el primer niño blanco visto en Waco" (de hecho, llegó a la ciudad siendo un adulto casado y colonos blancos vivían allí al menos desde mediados del siglo XIX).
En 1917, "Texas" Guinan hizo su debut cinematográfico en una película muda titulada The Wildcat. Se convirtió en la primera vaquera en una película, siendo llamada "La Reina del Oeste". Una Guinan famosa aseguró haber hecho una gira por Francia, para entretener a las tropas durante la Primera Guerra Mundial pero este dato se ha demostrado falso porque durante 1917 y 1918 se encontraba en California, inmersa en el rodaje de películas western para la productora Triangle Film Corporation que la promocionaba como la "Bill Hart femenina", en referencia a la primera estrella del naciente western que entonces encabezaba las listas de popularidad entre los fans del cine.

## Período de la Ley Seca de EE. UU.
Texas Guinan fue la pionera o la primera mujer, en ejercer como maestra de ceremonias en un club nocturno en Estados Unidos después de su éxito contratada como cantante en un bar clandestino en 1923.
Tras la introducción de la Prohibición o la llamada Ley Seca, Guinan abrió una sala de fiestas llamada el Club 300 en la 151 West, con la Calle 54 en Nueva York. El club se hizo famoso por el grupo de cuarenta bailarinas de las ziegfield follies, escasas de ropa. Con su aplomo característico, Guinan se convirtió en una celebridad en la ciudad de Nueva York.
Detenida en varias ocasiones por servir alcohol y proporcionar entretenimiento, ella siempre afirmó que los clientes habían traído el licor a su local, y que el club era tan pequeño que las chicas tenían que bailar cerca de los clientes. Guinan mantuvo siempre que ella nunca había vendido una bebida alcohólica en su vida.
Este club fue desde 1926 lugar de encuentro de las clases pudientes de Nueva York, donde George Gershwin frecuentemente improvisaba con el piano para los clientes ricos, como por ejemplo Reggie Vanderbilt, Harry Payne Whitney, o Walter Percy Chrysler, y celebridades de la talla de Peggy Hopkins Joyce, Pola Negri, Al Jolson, Jeanne Eagels, Gloria Swanson, John Gilbert, Clara Bow, Hope Hampton, Irving Berlin, John Barrymore, Dolores Costello, Leatrice Joy y Rodolfo Valentino, así como figuras de la alta sociedad neoyorquina como Gloria Morgan y su hermana Thelma, ambas vizcondesas Furness.
Ruby Keeler y George Raft (cazatalentos) descubrieron bailarines en el club 300, que después irían a parar a los teatros de Broadway y Hollywood. Otro asiduo, Walter Winchell, fue un columnista reputado, que sacaba los trapos sucios de la alta y decadente sociedad neoyorquina, en lugares tan dispares como en la apertura de teatros de la calle Broadway o en los cafés de Nueva York. 
Guinan capitalizó su fama, afirmando haber ganado $ 700.000 en diez meses en 1926, mientras que sus clubes eran rutinariamente allanados y cerrados por la policía de Nueva York, solo para volver a abrir con otro nombre y en otra ubicación.
Guinan ha sido reconocida por acuñar una serie de frases célebres, como: "Los hombres de huevo y mantequilla" en alusión a su acomodada clientela, un público a los que a menudo exigía "dar a las señoras un poco de gran mano", o su saludo habitual a los clientes con "Hola, tonto! Entra y deja tu billetera en la barra".

## Vuelta al cine y decadencia
Guinan volvió a la pantalla grande con dos películas sonoras, interpretando versiones ligeramente ficticias de sí misma como propietaria de bar clandestino, en "Queen of the Nights Clubs" (1929) y luego en Broadway Thru a Keyhole (1933), (escrita por Winchell) poco antes de su muerte.
Con la Gran Depresión (en la que habría perdido una cantidad considerable de su fortuna personal) decidió hacer una gira por Europa para evitar la bancarrota, pero la reputación que la precedía de Nueva York fue el obstáculo para su entrada a todos los puertos marítimos europeos, que alegaban diversos tecnicismos. Volvió este impedimento a su favor con el lanzamiento de una revista satírica, Too Hot for París a su regreso a Nueva York en 1933.

## Muerte
Mientras estaba de gira norteamericana con su revista "Too Hot for París", contrajo disentería amebiana en Chicago, Illinois durante un brote epidémico en el Hotel Congress durante la Exposición Mundial. Enfermó en Vancouver en la Columbia Británica, donde murió el 5 de noviembre de 1933 a los 49 años, exactamente un mes antes de que la prohibición fuera derogada en los Estados Unidos; 7.500 personas asistieron a su funeral. El director de orquesta Paul Whiteman fue el portador del féretro, así como dos de sus ex abogados y el escritor Heywood Broun. 
Ella no sobrevivió a sus padres. Su madre murió a los 101 años en 1959 y su padre a los 79 años en 1935. Su familia donó un tabernáculo en su nombre a la iglesia de San Patricio en Vancouver en reconocimiento al padre Louis Forget, quien la atendió durante sus últimas horas. Cuando la iglesia original fue demolida en 2004, el tabernáculo fue preservado para el nuevo edificio eclesiástico, construido en el mismo sitio del antiguo. Guinan fue enterrada en el cementerio Calvary, en Queens, Nueva York.

## En la cultura popular
Guinan fue retratada en la película "Rubia incendiaria" (1945) por Betty Hutton, y en "Esplendor en la hierba" (1961) por Phyllis Diller.
La primera aparición en pantalla inspirada en ella fue interpretada por la actriz Mae West, con un personaje chistoso, basado en Texas Guinan en Night After Night (1932), con George Raft, que hizo campaña por que el papel fuera para su amiga y antigua empleadora, pero el estudio prefirió a West porque era nueve años más joven. Mae West era fan de Guinan, e incorporó algunas de las ideas y ocurrencias de esta en sus propios actos.
En la película de 1939 Los violentos años veinte, dirigida por Raoul Walsh y Anatole Litvak, el personaje interpretado por Gladys Georged de Panama Smith se basa en Guinan.
En la película de 1984 The Cotton Club, dirigida por Francis Ford Coppola, el personaje de "Vera", interpretado por Diane Lane, se basa libremente en Guinan.
En 1969, Martha Raye realizó una gira con un musical titulado "Hello Sucker", que paró en Long Island, Fort Worth, Texas, y el Oakdale Theater en Wallingford, Connecticut. El espectáculo fue dirigido y coreografiado por Larry Fuller.
Guinan, la barman de Star Trek: The Next Generation, interpretada por Whoopi Goldberg, se basa en Texas Guinan.
En 1960, Texas Guinan fue presentada bajo el disfraz de Sally Kansas en "La historia de Larry Fay" episodio de Los Intocables, la serie original. Sally Kansas fue interpretada por la veterana actriz June Havoc.
Guinan aparece en la novela "Sombrero Negro" de Patrick Culhane (abril de 2007). Culhane es un seudónimo de Max Allan Collins.